# Base (chimie)
Pour les articles homonymes, voir base et alcalin.

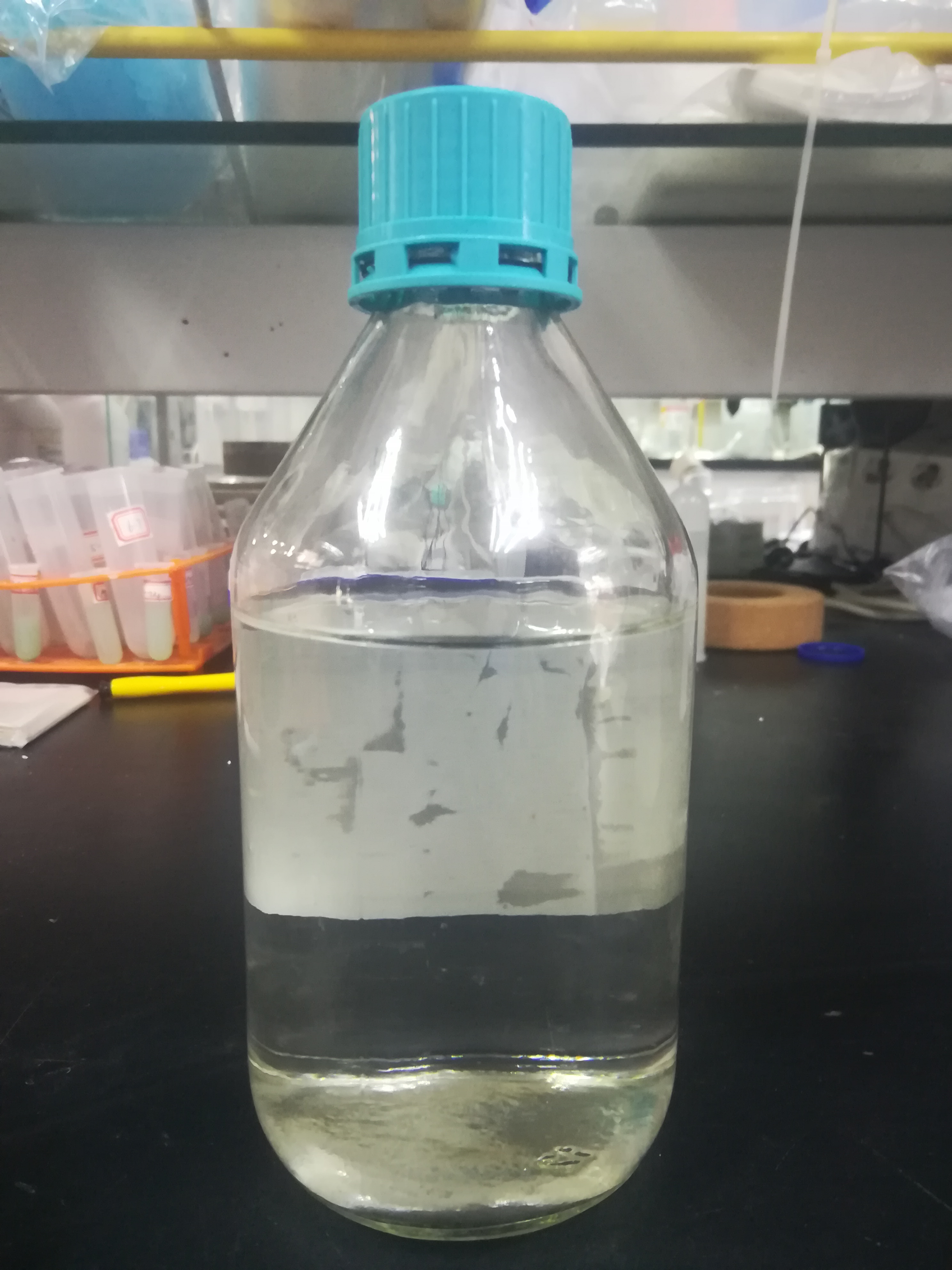
Bouteille d'ammoniaque à 25-28%.

Une base est une substance chimique qui, à l'inverse d'un acide, est capable de capturer un ou plusieurs protons ou, réciproquement, de fournir une paire d'électrons. Un milieu riche en bases est dit basique ou alcalin. Il existe différents modèles chimiques pour expliquer le comportement des bases. La réaction chimique d'un acide et d'une base donne un sel et de l'eau.
C'est un produit caustique, qui peut provoquer des brûlures. Les bases les plus connues sont la chaux vive, l'ammoniaque et la soude.

## Théories successives

### Premières théories: Rouelle, Arrhenius
Le terme base a été introduit dans la chimie par le chimiste français Guillaume-François Rouelle en 1754. Il a remarqué que les acides connus à l'époque, qui étaient surtout des liquides volatils (tels que l'acide acétique), se transforment en sels solides cristallisés lorsqu'ils sont combinés avec certaines substances particulières. Rouelle a considéré qu'une telle substance sert comme base du sel, en lui donnant une « forme concrète ou solide ».
Auparavant, Robert Boyle (1627-1691) avait su différencier un acide d'une base en mettant à profit le changement de couleur du sirop de violette (passage du rouge au vert). Avant lui, seul le goût piquant des acides permettait de les reconnaître.
Les premières définitions modernes d'un acide et d'une base furent proposées par Svante August Arrhenius en 1884. Selon Arrhenius, un acide est un composé à hydrogène mobile qui relâche dans l'eau des ions hydrogènes ou hydrons H+, alors qu'une base est un composé qui relâche des ions hydroxyde OH− dans l'eau.
Cependant, plusieurs limites de ce modèle ont émergé assez rapidement. La principale limite est la restriction de la définition de la base et de l'acide au milieu aqueux. On a très vite observé des phénomènes acido-basiques dans des solvants non polaires, ce qui n'est pas décrit par ce modèle. On peut également observer une autoprotolyse d'autres solvants  polaires :
- autoprotolyse de l'ammoniac : NH3 + NH3 ⇌ NH2− + NH4+

- autolyse[réf. nécessaire] de l'anhydride acétique : (CH3CO)2O ⇌ CH3CO+ + CH3COO−[réf. nécessaire]

Selon la théorie du système solvant, une base est une substance qui augmente la concentration des anions du solvant et un acide une substance qui augmente la concentration des cations du solvant. On peut remarquer ici que ce modèle ne fait pas intervenir la dualité constatée entre les bases et les acides qui sont une caractéristique intrinsèque au composé étudié. De plus, cette théorie ne se préoccupe pas du comportement des acides dans les solvants non polaires.
Ces deux derniers modèles, bien que partiellement valides, ont été remis en cause puis généralisés en 1923, tout d'abord par les chimistes Joannes Brønsted et Thomas Lowry, puis dans la même année par Gilbert Lewis qui en a donné la définition la plus universelle. Les ions H+ sont maintenant nommés des protons, à la suite de la découverte par Ernest Rutherford en 1919 qu'ils sont des composantes des atomes autres que l'hydrogène.

### Théorie de Brønsted et Lowry
La théorie de Brønsted-Lowry définit une base comme un "accepteur de proton", c'est-à-dire ou une espèce capable de capter un ion H+. De même un acide est défini comme un "donneur de proton" ou substance capable de céder un ion H+.
D'après cette définition et l'ion OH– et la molécule d'ammoniac (NH3) sont classées comme bases: OH– + H+ → H2O et aussi NH3 + H+ → NH4+. Cette définition a mis fin à la plus grande partie des objections que l'on a fait aux deux théories précédemment développées. En effet, cette théorie est valide dans le cas des solvants non aqueux tel que l'ammoniac liquide, ce qui a eu une grande importance pour l'analyse chimique. Dans l'ammoniac liquide, la base la plus forte est l'ion amidure NH2–.

### Théorie de Lewis
La théorie des acides et bases formulée par Gilbert Lewis est encore plus générale. Le chimiste américain Gilbert Lewis a proposé qu'une liaison chimique est formée par le partage d'électrons entre atomes. Lewis définit une base comme un donneur de doublet d'électrons et un acide comme accepteur de doublet d'électrons. En effet, la base partage une paire d'électrons avec l'acide pour former un composé de coordination appelé adduit de Lewis ou complexe de coordination.
La théorie de Brønsted-Lowry est en fait un cas particulier de la théorie de Lewis avec le proton comme accepteur de doublet d'électrons. Mais d'autres acides de Lewis sont connus aussi ; par exemple le trifluorure de bore possède une couche électronique (octet) incomplète sur l'atome de bore qui peut accepter une autre paire d'électrons. De même, de nombreux ions des métaux de transition sont des acides de Lewis.
Toutefois en chimie des solutions aqueuses et des surfaces minérales, le modèle de Brønsted-Lowry reste largement utilisé, et on continue de raisonner en termes d'échange de protons. Dans l'enseignement, on définit d'ailleurs toujours, au moins dans un premier temps, un acide et une base selon le modèle de Brønsted.

## Dans l'eau
En milieu aqueux, on utilise habituellement la définition de Brønsted-Lowry. Une base peut être représentée par l'espèce générique A–, soit l'anion basique dérivé de l'acide HA.
Lorsque la base A– est mise en présence d'eau, la réaction suivante a lieu :
A– + H2O ⇌ HA + OH−       (1)
{\displaystyle K_{b}={\frac {{\ce {[HA] [OH^{-}]}}}{{\ce {[A^{-}]}}}}}          (2)
La constante de cette réaction est appelée constante de basicité et on la note Kb. On établit une distinction entre les bases faibles et les bases fortes. Une base forte est totalement dissociée dans l'eau, alors qu'une base faible n'est que partiellement dissociée dans l'eau.
HA est capable de céder un proton. On a en fait un couple base faible/acide faible conjugué A–/HA.
HA + H2O ⇌  A– + H3O+      (3)
En conséquence, la constante d'acidité Ka est uniquement définie dans le cas des bases faibles et vaut alors :
{\displaystyle K_{a}={\frac {{\ce {[A^{-}] [H_3O+]}}}{{\ce {[HA]}}}}}         (4)
Ka est en fait la constante d'équilibre de la réaction de dissociation de HA l'acide conjugué à la base A– (3).
Parmi les bases les plus fortes, on retrouve l'hydroxyde de sodium NaOH (soude), et la chaux (chaux vive CaO ou chaux éteinte Ca(OH)2).
Dans l'eau, la basicité est mesurée à l'aide de l'échelle de pH, comme l'acidité (les deux notions étant complémentaires).
L'eau elle-même est à la fois un acide faible et une base faible et subit l'autoprotolyse.
H2O + H2O ⇌ OH– + H3O+
et
Keau = [OH–] × [H3O+] = 10-14 (à 25°C)
ou Keau est la constante de dissociation de l'eau. Pour un couple donné acide faible-base faible, les trois constantes sont reliées par Ka Kb = Keau.

## En géologie, en chimie du verre, du ciment, ou en chimie des sels fondus
En pétrologie et en chimie des sels fondus, du verre, du ciment (mais aussi en métallurgie pour la mise au point des laitiers, en céramique, en catalyse, ou pour étudier le comportement des combustibles nucléaires), on utilise de préférence la définition de Lux-Flood : une base est une espèce pouvant céder un ion oxyde O2− tandis qu'un acide est capable d'accepter un ion oxyde,,. Par exemple, l'oxyde de calcium CaO est une base et la silice SiO2 un acide, car dans la réaction :
CaO + SiO2 → CaSiO3 (wollastonite)
le CaO cède son ion oxyde O2− :
CaO → Ca2+ + O2−
qui est capturé par SiO2 pour donner un anion silicate :
O2− + SiO2 → SiO32−.
Dans un four à ciment, SiO2 accepte encore un second anion oxyde pour former l'anion tétrahédrique SiO44− et donner de la bélite suivant la réaction suivante :
2 CaO + SiO2 → Ca2SiO4 (bélite ou C2S en notation cimentière).
| Na2O  | 1,15 |
| CaO   | 1,0  |
| MgO   | 0,78 |
| CaF2  | 0,67 |
| TiO2  | 0,61 |
| Al2O3 | 0,61 |
| MnO   | 0,59 |
| Cr2O3 | 0,55 |
| FeO   | 0,51 |
| Fe2O3 | 0,48 |
| SiO2  | 0,48 |

Géologues et géochimistes, voire physico-chimistes de la matière condensée, décrivent plus communément l'évolution des formations et (micro)structures minérales en termes de potentiel oxygène (pO2–) et non pas de potentiel hydrogène (pH) selon la théorie de Lowry-Brønsted.
D'une façon générale, on dit qu'une roche est basique si, par sa teneur globale ou composition brute, elle est pauvre en dioxyde de silicium, ou silice, SiO2. La silice est un oxyde acide susceptible d'engendrer l'ion silicate tétraédrique SiO44−. Les basaltes, ne contenant qu'environ 30 % de silice, et d'une manière générale les roches basaltiques, sont basiques.
Cela a une grande importance dans le comportement des magmas et affecte leur viscosité (notamment dans les volcans), et aussi lorsqu'il faut dissoudre une roche pour l'analyser (dissolution dans de l'acide pour l'ICP-AES, ou bien dans un verre pour l'analyse en spectrométrie de fluorescence X).
Les roches calcaires, c'est-à-dire les roches carbonatées contenant du carbonate de calcium ou du carbonate de calcium et de magnésium, sont basiques parce qu'elles réagissent aux acides d'un point de vue trivial. Par exemple, la craie au contact d'acide chlorhydrique ou acétique réagit et fait effervescence. Sa structure ionique se décompose en libérant du gaz carbonique CO2 et des ions calcium Ca2+ en solution.
CaCO3 + 2 HCl → CaCl2 + H2O + CO2

## Propriétés
L'équilibre d'une base faible avec sa forme acide conjuguée est caractérisé au moyen d'une constante d'équilibre Kb. Lorsque la valeur du pOH (14 - pH) est égale à celle du pKb (-logKb), la concentration en base et celle de son acide conjugué sont égales. Un composé basique peut avoir plusieurs pKb, correspondant à chacun de ses groupes ionisables.
L'alcalinité totale d'une solution est une mesure de la somme des concentrations de toutes les espèces basiques dissoutes ([OH–] + 2[CO32–] + [HCO3–]) et des autres espèces basiques éventuellement présentes en solution : phosphates, silicates, borates…). Elle est déterminée par titrage de la solution basique au moyen d'un acide fort, souvent en recourant à la méthode de titrage de Gran pour une plus grande précision des résultats de mesure.
Les bases possèdent une paire d'électrons qu'elles peuvent partager avec un acide de Lewis. Elles sont donc nucléophiles en ce sens qu'elles sont attirées par les noyaux chargés positivement et prennent part aux réactions de substitution nucléophile en chimie organique.